# Mainkreis (Hessen)
| Basisdaten         | Basisdaten    |
| ------------------ | ------------- |
| Preußische Provinz | Hessen-Nassau |
| Regierungsbezirk   | Wiesbaden     |
| Kreisstadt         | Wiesbaden     |
| Bestandszeitraum   | 1867–1886     |
| Einwohner          | 56.930 (1871) |
| Gemeinden          | 50 (1871)     |

Der Mainkreis (auch Main-Kreis oder Landkreis Wiesbaden) war ein Landkreis im Regierungsbezirk Wiesbaden der preußischen Provinz Hessen-Nassau und bestand vom 22. Februar 1867 bis zum 31. März 1886. Das Kreisgebiet lag auf dem rechten Ufer des Untermains auf den heutigen Territorien der Städte Frankfurt am Main und Wiesbaden sowie auf dem des dazwischen liegenden Main-Taunus-Kreises.

## Geschichte
Nach der Okkupation des Herzogtums Nassau durch Preußen im Deutschen Krieg (Juli 1866, Verkündung der Annexion am 4. August) wurde der neue Regierungsbezirk (bestehend aus Nassau und der ebenfalls einverleibten Freien Stadt Frankfurt nebst einigen Hessen-Darmstädtischen Gebieten) in 12 Landkreise eingeteilt. Die bisherigen nassauischen Ämter Wiesbaden, Hochheim, Höchst und das zuvor hessische Amt Rödelheim bildeten den Mainkreis. Sitz des Landratsamts war Wiesbaden, obwohl die Stadt selbst dem Kreis nicht angehörte.
Während der Existenz des Landkreises erlebte das westliche Rhein-Main-Gebiet bedeutende Veränderungen. Begonnen mit der Integration der Region in den preußischen Staatsverband und den Wegfall der Staats- und Zollgrenzen zwischen Nassau und Frankfurt (etwa die Aufhebung des Höchster Mainzolls zum 31. Dezember 1866), die Reichsgründung 1871, über die sich intensivierende Industrialisierung (Expansion etwa der 1863 gegründeten Farbwerke Hoechst) bis zum Bau von Eisenbahnen (Eröffnung der Main-Lahn-Bahn von Limburg nach Frankfurt 1877) und zur Kanalisierung des Untermains für die neuzeitliche Schifffahrt.
Am 1. April 1886 trat die neue Kreisordnung der Provinz Hessen-Nassau in Kraft. Es wurden neue, kleinere Landkreise geschaffen. Auch der Mainkreis wurde geteilt:
- Die ehemaligen Ämter Hochheim und Wiesbaden bildeten den neuen Landkreis Wiesbaden,
- die ehemaligen Ämter Höchst und Rödelheim bildeten den neuen Landkreis Höchst.

Die zum Amt Hochheim gehörenden Gemeinden Langenhain, Lorsbach und Marxheim gingen in den Landkreis Höchst über, die zuvor zum Amt Höchst gehörende Gemeinde Heddernheim und die Stadt Rödelheim zum Landkreis Frankfurt.

## Landräte
- August von Trott zu Solz, 1867–1880
- Guido von Matuschka-Greiffenclau, 1880–1886, anschließend bis 1894 Landrat im Landkreis Wiesbaden

## Gemeinden
Zum Mainkreis gehörten 50 Gemeinden:
| - Auringen - Biebrich-Mosbach, Flecken - Bierstadt - Breckenheim - Delkenheim - Diedenbergen - Dotzheim - Eddersheim - Erbenheim - Eschborn | - Flörsheim am Main - Frauenstein - Georgenborn - Griesheim - Hattersheim am Main - Heddernheim - Heßloch - Hochheim am Main, Stadt - Höchst am Main, Stadt - Hofheim am Taunus, Stadt | - Igstadt - Kloppenheim - Kriftel - Langenhain - Lorsbach - Marxheim - Massenheim - Medenbach - Münster - Naurod | - Nied - Niederhofheim - Nordenstadt - Oberliederbach - Okriftel - Rambach - Rödelheim, ab 1885 Stadt - Schierstein - Schwanheim - Sindlingen | - Soden - Sonnenberg - Sossenheim - Sulzbach - Unterliederbach - Wallau - Weilbach - Wicker - Wildsachsen - Zeilsheim |